# Ashkenazi (efternamn)
Ashkenazi (ibland stavat "Ashkenazy") är ett efternamn av judiskt ursprung. Det är mest förekommande i länder med stor judisk befolkning så som USA, Ryssland och Israel.

## Kända exempel
- Amir Ashkenazi (född 1971), entreprenör
- Gabi Ashkenazi (född 1954), Israels utrikesminister
- Isaac ben Solomon Luria Ashkenazi (1534–1572), rabbin och mystiker
- Vladimir Ashkenazy (född 1937), pianist